# 中華民國抗日戰爭時期國立中學
中華民國抗日戰爭時期國立中學敘述中國抗日戰爭時期中華民國各國立中學發展概況。1937年，日本軍在北平市（今北京市）郊區製造七七事变爆发，大舉進攻中國，几百万难民向西南、西北撤退，含數十万计的青少年学生。中華民國國民政府著力救助流亡学生。整個抗戰期間歷經教育部部長王世傑（1933年4月啟任）、陳立夫（1938年1月啟任）、朱家驊（1944年12月啟任）。
自1939年4月起，教育部决定国立中学不再以省、市来命名，而改按成立时间的先后顺序，以数字排序命名。期间，共排序成立了二十二所国立中学。

## 國民政府之舉措
国民政府教育部自當年（1937年）12月开始，着手筹建专为接收沦陷区、战区流亡学生的国立中学，其注册学生全部享受“贷金”待遇。當時的国民政府维持战时教育的最大困难，是大部分离乡背井的学生都丧失了经济来源，政府不但要负担起对他们“教”的责任，还必须承担对他们“养”的义务。1938年，国民政府开始实施“贷金制度”，规定家在战区的学生，可向政府申请“贷金”，毕业后三年内向政府无息偿还。但抗战既系持久，学生毕业后并无正常就业环境，加之自1940年以来国内通胀日趋严重，“贷金制”在1943年被“公费制”取代。而先前的“贷金”并未要求归还，国家实际上承担起了他们的全部学习生活费用。　　
對日抗战前没有国立中学的建制，公立中等学校都是由地方政府管理，为省立、市立或县立。抗战兴起，为了安置失学青少年，便首先在内地各省（河南、陕西省、甘肃省、四川省、贵州省五省）设立国立中学，中華民國国民政府在战时措施和应急之策，以救濟东部沦陷区内迁的中等学校。
自1937年底到1939年初，抗战初最為艱困，也是组建国立中学较为集中的时期。由于战局诡变，教育部的许多措施均带有临时性质。所以，最早成立的国立中学都是以学校内迁到某省冠名，如东部某地的中学迁到内地某省，即命名为国立某省临时中学，如国立湖北临时中学、国立四川临时中学、国立贵州临时中学等。由于“临时中学”给人以非正规感觉，不久，教育部便明令取消了“临时”二字，直接以到达省份命名了。
至1939年，日寇在各个战场不断大举进攻，中国半壁河山陆续陷落，已组建的国立中学不得不再次或多次继续后撤，校名也就不得不一改再改。由于沦陷区的继续扩大，流亡学生不断增加，又成立了许多新学校。教育部决定校名以收容多数学生所来自的省份命名，如国立山东中学、国立平津中学等。但这种命名方式有时会自相矛盾，如从河南撤退到甘肃的中学，不论命名为河南中学或甘肃中学，都与已有的中学校名重复，只能取名国立河南第二中学、国立甘肃第二中学。仅从当时学校的命名也可看出战时中学初期编制的仓促。

## 國立中學概況
1939年4月起，教育部决定国立中学不再以省、市来命名，而改按成立时间的先后顺序，以数字排序命名。期间，共排序成立了二十二所国立中学。
- 国立一中，即国立河南中学。七七事变后，由河北省南迁到河南许昌、郾城等地的保定育德中学、保定第二女子中学、泊镇师范、邢台师范、邢台女子师范、大名女师等校流亡学生，于1937年12月联合成立了国立河南临时中学。1938年迁豫西南淅川县上集，高中部设在上集附近的涌泉观，并以育德中学为基础，在内乡县西峡口（后改西峡县）设一分校，因来校的流亡学生日增，规模逐渐扩大。此校接收河北省、绥远省和北平市、天津市的流亡学生，国民政府教育部遂命名该校为国立一中。1944年日寇侵犯豫西，因战区形势变化，国立一中西迁陕西城固，直至抗战胜利。1946年国立五中、国立十中、宝鸡高职、汉中中学（原洛阳进修班）、扶轮中学等校的京、津、河北籍学生，部分学生编入国立一中就学。1949年11月与国立七中、国立二十二中等校合并，成立汉中临时中学，同年12月因城固共軍佔領停办。
- 国立二中，即国立四川中学。原名国立四川临时中学，成立于1938年3月，设在四川合川，主要接收苏、浙、皖、沪等省市流亡学生。
- 国立三中，即国立贵州中学。1938年3月在贵州铜仁成立，原名国立贵州临时中学，接收在长沙、贵阳登记的华南各省流亡学生。
- 国立四中，即国立陕西中学。1938年3月在陕西安康成立的，原名是国立陕西临时中学，主要接收从察哈尔省、绥远省和山西省战区逃出的流亡学生，同时接收了在西安登记的其他省市一部分流亡学生。学校成立半年后，以当时该地办学条件太差，生活供应不能保证等原因，又迁到四川阆中。
- 国立五中，即国立甘肃一中。1938年3月在甘肃天水玉泉观组建，当时名为国立甘肃临时中学，主要接收北方各省市流亡学生。
- 国立六中，即国立山东中学。设在四川绵阳，接受鲁籍流亡学生。由原山东省立高中、省立一中、省立二中、省立六中、私立济南齐光中学和省立一师、四师等校联合于1938年初在河南许昌组成，命名为山东联合中学，后迁至湖北郧阳、均县，改为国立湖北中学，1939年3月再迁到四川绵阳，改名为国立山东中学，最后又按顺序排列易名为国立六中，并在梓潼、新店、罗江和德阳等地设立了分校。该校设初中、高中、师范（前期，后期）、高职、农高。
- 国立七中，即国立山西中学。设在陕西省洋縣，原是山西各中学部分爱国师生流亡于西安的流亡学校。1938年秋，他们辗转宝鸡到达洋縣，分别在五郎宫、智果寺、良马寺栖身办学，艰苦度日，并继续收容山西战区流亡学生。校本部在县城五郎宫。智果寺为第一分校，良马寺为第二分校。
- 国立八中，即国立安徽一中。设在湖南乾县（湘西吉首），专门收容皖籍流亡学生。随战局发展，安徽大半沦陷，安徽省主席李宗仁创办省立第一临时中学以收容流亡青年，一临中主要由合肥及邻县的市立、县立中学组成，并很快将一临中和其他学校的学生西迁湖南，得到了张治中将军的帮助，经教育部批准，成立国立安徽第一中学，后按排序易名国立八中。改名為國立八中（還有許多安徽學生到了四川，組建了國立九中），校部在乾城所里鎮（今吉首市）。中國前任國務院總理朱鎔基曾就讀於該校，二○○一年四月，他去吉首巡視，專程到當年八中的高二部、今花垣民族中學看望[3]。
- 国立九中，即国立安徽二中。设在四川江津德感坝，专门收容皖籍中学生。由安徽省主席李宗仁将安徽师范学堂改为安徽省立第二中学，日寇逼近，该校迁到桐城县黄甲铺，又并入桐城县及邻县的几所中学，组成安徽省立第二临时中学，1938年，安徽二临中西迁四川江津德感坝易名国立安徽第二中学，后经教育部排序定名国立九中。
- 国立十中，即国立甘肃二中。设在甘肃清水，专门收容河南籍学生。1937年七七事变爆发，豫、晋、鲁、东北等地流亡学生3,000余人集结天水，成立陇豫公学。次年12月，陇豫公学大部分师生迁人清水县城，经国民政府教育部批准，成立国立甘肃第二中学。1939年4月，更名国立第十中学。校本部在清水文庙，高中部和小学部设在校本部;初中部设在永清堡。后因校舍狭窄，高二部迁永清堡，初中第五部迁往张川镇。抗战胜利后的1946年6月，国立十中东迁河南新乡。
- 国立十一中，即国立湖南中学。先设在湖南武冈（洞口县），日寇侵湘后，西迁至淑浦、辰溪等地。国立十一中主要招收湖北及湘北流亡学生，其中又以湘潭、邵阳、沅陵居多。该校开设了初中、高中、师范和职中四部，以及一所附属小学。1944年，国立十一中迁离原址到达岳阳，与岳郡联立中学、岳郡联立师范学校合三为一。当年国立十一中校歌云：殷忧启圣。多难兴邦。八方子弟。萃集一堂。忠义。切实。勤劳......耳边又响。
- 国立十二中，即国立湖北中学，因由山东联合中学改称的国立湖北中学西迁四川绵阳改名为国立六中，而接用国立湖北中学的名字。设在四川长寿，全部为武汉撤出学生组成。由当时的全国名校——武昌中学迁川而成。该校分为高中部、初中部、女子部，各部校区相隔数里，分布于长寿的松柏、官庄、荆庄、栀子湾、北庄等处。
- 国立十三中，设在江西吉安。国立十三中于1940年春在江西吉安青原山创办。这所学校是抗战时期江西最好的中学，升学率很高。校本部在原阳明书院和净居寺，高中部设在阳明书院，初中部设在净居寺，图书馆设环七祖塔之楼轩。
- 国立十四中，设在贵州贵阳，由中央机关公务员的子弟组成。抗日战争时期,这是一所著名的中学,她以学业成绩突出,办学严格而享誉当时的大西南后方。她就是贵阳马鞍山麓的国立第十四中学。当年,她是贵阳青年学生最向往,和最羡慕的一所学校。1943年夏,贵州全省高中毕业班学生云集贵阳,统一会考,前十名全是国立十四中的学生。十四中的前身是中央大学附属实验学校,抗战初期由南京迁来贵阳。当时的教育部以她为实验中心,进行教育改革,实验学校由此而得名。
- 国立十五中，设在四川荣昌。1938年，以宋庆龄、宋美龄、邓颖超、李德全、郭秀仪等妇女运动先驱所创办的“中国战时儿童保育会”，作为中国抗战大后方的基地，承担了三万多孤儿的生活和教育工作，他们大多分散在四川接受小学和初中教育。1941年8月，保育总会决定在四川永州成立一所专收保育生的中学，1943年7月迁往荣昌，享受国立中学的待遇，国立十五中正式成立。至1944年，由于当时的战争和资金短缺，政府难以支付学生的全部费用，将国立十五中改为荣昌师范学校。
- 国立十六中，设在四川永川，1941年始招收四川各保育院保育毕业生，兼收战区中小学教师第三服务团的学生。其初中分校设在四川合江，教师都是抗战前在苏、鄂、皖三省的省立、市立中学教书的富有经验的教师。该校创办于1938年春，主要来自安徽籍的流亡学生，经历艰险，来到四川省重庆市永川县，栖息在北山，国立十六中学应运而生。抗战胜利后，1946年国立中学撤消，1946年秋学校奉教育部令，迁至铜陵县和悦洲，易名为“省立铜陵中学”。
- 国立十七中，设在四川江津白沙坝，由战区中小学教师第三服务团学生组成，以收容安徽籍学生为主。
- 国立十八中，设在四川三台。1938年3月，国立东北大学从西安迁入三台。次年春，国民政府教育部战区中小学教师服务团进驻三台，在三台塔山镇创办中山中学，为收容沦陷区失学青年，1942年，国民政府教育部又在三台城西火烧沟设立国立十八中，其生源以国立东北中学、三台中山中学和三台私立三台国本中学学生为主，是国立东北大学的一所附属中学。
- 国立十九中，设在浙江江山。这是一所抗战期间迁移校址最多的一所学校，1942年4月由教育部开办，专门收容浙赣铁路沿线的流亡学生，校址初设福建浦城，又改设浙江江山，旋迁往江西赣县，1945年赣西战事吃紧，学校又迁移到浙赣边境的石城。
- 国立二十中，设在湖南芷江。原为宋美龄创办的中正中学，生源是湘、黔、桂、鄂的四省个保育院学生。1943年秋，由安徽黄山迁至湘西芷江柳树坪，改名国立第二十中学。
- 国立二十一中，1942年苏鲁豫皖沦陷区的青少年大批失学，台儿庄战役中战功卓著的王仲廉将军（黄埔一期，时任国民革命军第三十一集团军副总司令兼苏鲁豫皖边区二路挺进军总指挥，其子王童現為大學教授），抱定为国储才之宗旨，于1942年在安徽太和创办了苏鲁豫皖四省边区战时中学，旋被教育部接受，排序为国立二十一中。该校先设在安徽太和，后迁至陕西山陽縣和藍田縣。
- 国立二十二中，先设在安徽阜阳，后迁至陕西汉阴縣和安康。这是抗战时期国民政府建立的最后一所国立中学。1941年，九十二军驻扎安徽阜阳，山东沦陷区的流亡学生前来投奔。是年冬，二十八集团军成立了成城中学，二十八集团军司令长官兼九十二军军长李仙洲任校长。其办学宗旨是“培养国家元气，拯救陷区青年”，校训是“众志成城”。1942年初，李仙洲赴重庆参加军事会议，向教育部长陈立夫汇报了成城中学的现状和改建国立中学的理由，经山东籍国民党元老丁惟汾的帮助，1942年9月，批准私立成城中学改为国立第二十二中学，纳入教育部管辖。台灣當代散文作家王鼎鈞早年畢業於該校初中。

在这二十二所国立中学中，十五中、十六中和二十中是保育中学，专门招收由战区难童组成的各保育院和慈幼院送来的小学毕业生。
- 国立女子中学，因22所国立中学一般只招收男生，不收女生（或只招收少量的女生），1942年8月，在四川合江专门成立了国立女子中学。
- 国立第二女子中学。是国立女子中学在贵州铜梓设立的分校，称国立第二女子中学。
- 国立华侨一中，全面抗战开始后，日寇一面扩大侵略中国，一面挑唆东南亚国家反华排华，许多爱国的华侨青少年纷纷返国参加抗战。为收容大批华侨青少年，教育部于1940年开始，在云南保山建立了国立华侨一中。
- 国立华侨二中，国立华侨一中成立后，在四川綦江建立国立华侨二中。
- 国立华侨三中，在广东乐昌建立国立华侨三中。
- 抗战时期用“国立”字头的中学还有：[3]
  - 國立中央大學附中
  - 國立社會教育學院附中
  - 國立女子師範學院附中
  - 国立东北中学：“九一八”事变后，1931年12月12日张学良在北平创办东北学院，后大学部迁出另办称东北大学，中学部则改称东北中学。1935年7月东北中学被迫南迁至豫鄂交界的鸡公山。1938年4月东北中学改为国立，称国立东北中学，直属教育部。1938年夏，国立东北中学经湖北武汉南迁至湖南邵阳县桃花坪。1938年12月10日从桃花坪经新化、溆浦、辰溪、怀化、芷江、晃县，贵阳、息烽、遵义、桐梓，綦江、重庆、江津、泸州、自流井，历经3000余公里，在1939年7月23日到达威远县静宁寺。主要办学场址在静宁寺西部院落，包括儒林院及玉皇楼等。1939年夏，自贡地下党组织派黄启明、张占鳌到威远县静宁寺东北中学开展工作，发展党员23名，1940年3月建立中共静宁寺东北中学支部，王德伟（女）任支部书记，受自贡中心市委直接领导。1941年1月皖南事变爆发，静宁寺东北中学支部停止活动。1941年10月，国立东北中学解散，高中部迁至三台县与国本初中合并组建国立第十八中学；初中部就近并入国立东北中山中学。办学时间约10年，据不完全统计，共培养学生1500余人。
  - 国立东北中山中学：1934年3月26日国民党中央政治委员会委员、东北协会负责人齊世英在北平创办东北中山中学，1935年“一二·九”运动中，东北中山中学的学生积极参与。1936年11月迁江苏南京板桥镇。1937年8月内迁，1938年1月5日到达湖南省湘乡县永丰镇，在璜璧堂复课。1938年11月武汉沦陷，湖南告急，1938年12月经桂林抵达宜山县怀远镇，临时复课3个月。1939年4月经贵阳，重庆、泸州、自流井，在1939年5月22日到达威远县静宁寺。主要办学场所在静宁寺东部，包括慈善堂、考仙院、王母殿等，后期（国立东北中学解散后）则为全寺。1946年10月10日迁沈阳。到1949年3月停办，办学时间约15年，共培养学生约8000人。
  - 国立西南中山中学：在云南昆明成立

国立中学的设立，规模有所不同，每校都有几千学生，其中国立八中最大，有4,000人之多。国立中学实行校长负责制，教育部为其配备的校长大都是当时的名人或政要。

## 後續
抗战后期，情勢艱危，國民政府軍事委員會倡導“一寸山河一寸血，十万青年十万军”。一部分应征入伍的青年学生加入中国远征军，參與滇西緬北戰役諸役，榮立戰功。另一部分青年学生被编入青年军的十个师。1945年8月日本宣佈遵照《開羅宣言》无条件投降，青年军继而转入国共内战的战场，由於中華民國政府在內戰中失利，許多知識青年戰死沙場。
抗战八年，各国立中学克服敌机轰炸、经费不足、设施欠缺等等困难，每年春秋两季滚动招生，招生今日一数字无法精确统计，估计总数当在20万人以上。国立中学始建于1938年，结束于1946年。教育部给每个战区学生发放了毕业或转学证书和返乡路费，令各复员回籍继续学业，国立中学的番号撤銷。
在日後的國內情勢之中，中國共產黨在宣傳上佔了上風，導致大量學生親共、通共、投共。